# 屋島橋
屋島橋（やしまばし）は、長野県長野市屋島 - 須坂市福島の千曲川に架かる長野県道58号長野須坂インター線の橋長約770 m（メートル）の桁橋・ニールセンローゼ橋。

## 概要
1期橋（西行）
- 形式 - PCT桁橋18連
- 橋長 - 766.9 m
- 幅員 - 10.5 m

2期橋（東行）
- 形式 - 鋼2径間連続鈑桁橋+鋼3径間連続箱桁橋+鋼バスケットハンドル型ニールセンローゼ橋+鋼2径間連続箱桁橋+鋼3径間連続鈑桁橋
- 橋格 - 1等橋（TL-20）
- 橋長 - 770.500 m
  - 支間割 - ( 41.430 m+41.800 m ) + ( 84.900 m+85.200 m+84.600 m ) + 125.800 m + ( 84.550 m+84.900 m ) + ( 41.800 m+42.600 m+46.470 m )
- アーチライズ - 25.000 m
- 幅員
  - 総幅員 - 11.750 m
  - 有効幅員 - 10.750 m
  - 車道 - 7.250 m
  - 歩道 - 片側3.500 m
- 床版 - 鉄筋コンクリート
- 総鋼重 - 3273 t
- 設計 - 大日本コンサルタント
- 施工 - 石川島播磨重工[注釈 1]・日本鉄塔工業JVJV、住友重機械工業・川田工業・春本鐵工所[注釈 2]JV、日本橋梁・駒井鉄工[注釈 2]JV、松尾橋梁[注釈 3]・石川島播磨重工[注釈 1]・栗本鐵工所[注釈 4]JV、宮地鐵工所[注釈 5]・片山ストラテック[注釈 6]・コミヤマ工業JV、宮地鐵工所[注釈 5]・日本橋梁JV
- 架設工法 - ケーブルエレクション斜吊り工法

## 歴史
1898年（明治31年）に屋島船会社により舟橋が架橋され、1907年（明治40年）以後は木橋となった。
1970年（昭和45年）7月17日に屋島橋が永久橋となる。1996年（平成8年）9月24日に下流側に2期橋が増設され、開通する。